# Шосе A32 (Ботсвана)
Шосе A32 — єдина дорога в Ботсвані до аеропорту Сова та аеропорту Суа Пан (також відомого як аеропорт Сова). Має довжину 37,7 кілометрів і, по суті, є тупиком.